# Roncus orao
Roncus orao är en spindeldjursart som beskrevs av Curcic, Dimitrijevic, S. B. Curcic och Mitic 2004. Roncus orao ingår i släktet Roncus och familjen helplåtklokrypare. Inga underarter finns listade i Catalogue of Life.